# Cantonul Valence
Cantonul Valence este un canton din arondismentul Castelsarrasin, departamentul Tarn-et-Garonne, regiunea Midi-Pyrénées, Franța.

## Comune
- Castelsagrat
- Espalais
- Gasques
- Golfech
- Goudourville
- Lamagistère
- Montjoi
- Perville
- Pommevic
- Saint-Clair
- Valence (reședință)